# Balón de Oro de la ANFP
El Balón de Oro de la ANFP es el nombre que recibe la ceremonia de premios de carácter oficial en la Asociación de Fútbol Profesional, la ANFP. Se instituyeron en la temporada 2008 y reconocen a los jugadores, entrenadores, árbitros, dirigentes y clubes más destacados de cada campaña de todo el fútbol chileno. En el plano de los futbolistas, las primeras dos ceremonias, se elegía al mejor futbolista de cada posición; arquero, defensa, centrocampista y delantero, los cuales iban a una decisión final para definir el mejor jugador de la temporada, esto cambió en 2010, que se hacía un once ideal para definir el mejor. Para elegir el mejor técnico, árbitro, dirigente y otros premios como Jugador Joven, Revelación o de Proyección, es una decisión arbitraria en los organizadores del evento.
Es el premio más importante del fútbol chileno.

## Palmarés

### Temporada 2008
La 1.º ceremonia se realizó en Santiago, Chile, en la sede de la Asociación Nacional de Fútbol (ANFP), en diciembre de 2008.
| Categoría               | Jugador                            | Equipo                |
| ----------------------- | ---------------------------------- | --------------------- |
| Mejor Jugador           | Carlos Patricio Martínez Domínguez | Universidad Católica  |
| Mejor Arquero           | Nery Veloso                        | Huachipato            |
| Mejor Defensa           | José Luis Zelaye                   | Palestino             |
| Mejor Centrocampista    | Gary Medel                         | Universidad Católica  |
| Mejor Delantero         | Lucas Barrios                      | Colo-Colo             |
| Jugador de Proyección   | Alfonso Parot                      | Universidad Católica  |
| Botín de Oro            | Lucas Barrios                      | Colo-Colo             |
| Mejor Técnico           | Luis Musrri                        | Palestino             |
| Mejor Árbitro Masculino | Pablo Pozo                         | Comisión de arbitraje |
| Mejor Árbitro Femenino  | Carolina González                  | Comisión de arbitraje |
| Mejor Dirigente         | Ernesto Corona                     | Audax Italiano        |

### Temporada 2009
La 2.º ceremonia se realizó en Santiago, Chile, en la sede de la Asociación Nacional de Fútbol (ANFP), en diciembre de 2009.
| Reconocimiento                 | Premiado          | Equipo                    |
| ------------------------------ | ----------------- | ------------------------- |
| Mejor Jugador                  | Miguel Pinto      | Universidad de Chile      |
| Mejor Arquero                  | Miguel Pinto      | Universidad de Chile      |
| Mejor Defensa                  | Osvaldo González  | Universidad de Chile      |
| Mejor Centrocampista           | Milovan Mirosevic | Universidad Católica      |
| Mejor Delantero                | Diego Rivarola    | Santiago Morning          |
| Jugador de Proyección          | Marco Medel       | Audax Italiano            |
| Jugador Joven                  | Sebastián Toro    | Colo-Colo                 |
| Mejor Técnico                  | Marco A. Figueroa | Universidad Católica      |
| Mejor Técnico del Fútbol Joven | Mario Lepe        | Universidad Católica      |
| Juego Limpio                   | Claudio Muñoz     | Universidad de Concepción |
| Mejor Árbitro Masculino        | Carlos Chandía    | Comisión de arbitraje     |
| Mejor Árbitro Femenino         | Bárbra Bastías    | Comisión de arbitraje     |
| Mejor Dirigente                | Arturo Aguayo     | Huachipato                |

### Temporada 2010
La 3.º ceremonia se realizó en Santiago, Chile, en la sede de la Asociación Nacional de Fútbol (ANFP), en diciembre de 2010.
| Once Ideal | Once Ideal         | Once Ideal           | Otros Reconocimientos      | Otros Reconocimientos | Otros Reconocimientos |
| Pos.       | Jugador            | Equipo               | Reconocimiento             | Premiado              | Equipo                |
| ---------- | ------------------ | -------------------- | -------------------------- | --------------------- | --------------------- |
| POR        | Johnny Herrera     | Audax Italiano       | Mejor Jugador              | Mauro Olivi           | Audax Italiano        |
| LD         | Boris Rieloff      | Audax Italiano       | Botín de Oro               | Milovan Mirosevic     | Universidad Católica  |
| DEF        | Sebastián Toro     | Colo-Colo            | Mejor Técnico              | Omar Labruna          | Audax Italiano        |
| DEF        | Mauricio Victorino | Universidad de Chile | Mejor Técnico Fútbol Joven | Leonardo Vinés        | Santiago Wanderers    |
| LI         | Matías Campos      | Audax Italiano       | Juego Limpio               | Felipe Rojas          | O'Higgins             |
| MED        | Felipe Seymour     | Universidad de Chile | Jugador Revelación         | Lorenzo Reyes         | Huachipato            |
| MED        | Rodrigo Millar     | Colo-Colo            | Jugador Joven              | Álvaro Ramos          | Deportes Iquique      |
| MED        | Marco Medel        | Audax Italiano       | Árbitro Masculino          | Pablo Pozo            | Comisión de Arbitraje |
| DEL        | Carlos Muñoz       | Santiago Wanderers   | Árbitro Femenino           | María Belén Carvajal  | Comisión de Arbitraje |
| DEL        | Roberto Gutiérrez  | Universidad Católica | Dirigente                  | Césare Rossi          | Deportes Iquique      |
| DEL        | Mauro Olivi        | Audax Italiano       |                            |                       |                       |

### Temporada 2011
La 4.º ceremonia se realizó en Santiago, Chile, en la sede de la Asociación Nacional de Fútbol (ANFP), en diciembre de 2011.
| Once Ideal | Once Ideal                     | Once Ideal           | Otros reconocimientos | Otros reconocimientos | Otros reconocimientos |
| Pos.       | Jugador                        | Equipo               | Reconocimiento        | Premiado              | Equipo                |
| ---------- | ------------------------------ | -------------------- | --------------------- | --------------------- | --------------------- |
| POR        | Johnny Herrera                 | Universidad de Chile | Mejor Jugador         | Eduardo Vargas        | Universidad de Chile  |
| LD         | Matías Rodríguez               | Universidad de Chile | Botín de Oro          | Esteban Paredes       | Colo-Colo             |
| DEF        | Marcos Andrés González Salazar | Universidad de Chile | Mejor Técnico         | Jorge Sampaoli        | Universidad de Chile  |
| DEF        | José Rojas                     | Universidad de Chile | Jugador Revelación    | Felipe Gutiérrez      | Universidad Católica  |
| LI         | Matías Campos                  | Audax Italiano       | Jugador Joven         | Felipe Mora           | Audax Italiano        |
| MED        | Marcelo Díaz                   | Universidad de Chile | Árbitro Masculino     | Enrique Osses         | Comisión de Arbitraje |
| MED        | Charles Aránguiz               | Universidad de Chile | Árbitro Femenino      | Carolina González     | Comisión de Arbitraje |
| MED        | Ramón Fernández                | Unión La Calera      | Dirigente             | Federico Valdés       | Universidad de Chile  |
| DEL        | Eduardo Vargas                 | Universidad de Chile |                       |                       |                       |
| DEL        | Esteban Paredes                | Colo-Colo            |                       |                       |                       |
| DEL        | Gustavo Canales                | Universidad de Chile |                       |                       |                       |

### Temporada 2012
La 5.º ceremonia se realizó en Santiago, Chile, en la sede de la Asociación Nacional de Fútbol (ANFP), en enero de 2013.
| Once Ideal | Once Ideal       | Once Ideal           | Otros Reconocimientos | Otros Reconocimientos | Otros Reconocimientos |
| Pos.       | Jugador          | Equipo               | Reconocimiento        | Premiado              | Equipo                |
| ---------- | ---------------- | -------------------- | --------------------- | --------------------- | --------------------- |
| POR        | Johnny Herrera   | Universidad de Chile | Mejor Jugador         | José Rojas            | Universidad de Chile  |
| LD         | Yerson Opazo     | O'Higgins            | Botín de Oro          | Sebastián Jaime       | Unión Española        |
| DEF        | Omar Merlo       | Huachipato           | Mejor Técnico         | José Luis Sierra      | Unión Española        |
| DEF        | José Rojas       | Universidad de Chile | Árbitro               | Jorge Osorio          | Comisión de Arbitraje |
| LI         | Eugenio Mena     | Universidad de Chile | Dirigente             | Carlos Ferry          | San Marcos de Arica   |
| MED        | Lorenzo Reyes    | Huachipato           |                       |                       |                       |
| MED        | Gonzalo Villagra | Unión Española       |                       |                       |                       |
| MED        | Ramón Fernández  | O'Higgins            |                       |                       |                       |
| MED        | Charles Aránguiz | Universidad de Chile |                       |                       |                       |
| DEL        | Carlos Muñoz     | Colo-Colo            |                       |                       |                       |
| DEL        | Sebastián Jaime  | Unión Española       |                       |                       |                       |

### Temporada 2013/2014
La 6.º ceremonia se realizó en Santiago, Chile, en la sede de la Asociación Nacional de Fútbol (ANFP), en mayo de 2014.
| Once Ideal | Once Ideal            | Once Ideal           | Otros Reconocimientos          | Otros Reconocimientos | Otros Reconocimientos |
| Pos.       | Jugador               | Equipo               | Reconocimiento                 | Premiado              | Equipo                |
| ---------- | --------------------- | -------------------- | ------------------------------ | --------------------- | --------------------- |
| POR        | Justo Villar          | Colo-Colo            | Mejor Jugador                  | Julio Barroso         | Colo-Colo             |
| LD         | Gonzalo Fierro        | Colo-Colo            | Mejor Jugador Primera B        | Mario Pierani         | Coquimbo Unido        |
| DEF        | Julio Barroso         | Colo-Colo            | Mejor Jugador Segunda División | Miguel Orellana       | Iberia                |
| DEF        | Benjamín Vidal        | O'Higgins            | Mejor Dirigente                | Césare Rossi          | Deportes Iquique      |
| LI         | Yerson Opazo          | O'Higgins            | Mejor Jugador en el Extranjero | Claudio Bravo         | Real Sociedad         |
| MD         | José Pedro Fuenzalida | Colo-Colo            | Mejor Técnico                  | Héctor Tapia          | Colo-Colo             |
| MED        | Jaime Valdés          | Colo-Colo            | Premio a la Trayectoria        | Pablo Contreras       | Melbourne Victory     |
| MI         | Emiliano Vecchio      | Colo-Colo            | Premio Sergio Livingstone      | Manuel Pellegrini     | Manchester City       |
| DEL        | Luis Pedro Figueroa   | O'Higgins            |                                |                       |                       |
| DEL        | Esteban Paredes       | Colo-Colo            |                                |                       |                       |
| DEL        | José Luis Muñoz       | Universidad Católica |                                |                       |                       |

### Temporada 2014/2015
La 7.º ceremonia se realizó en Santiago, Chile, en Espacio Riesco, en mayo de 2015.
| Once Ideal | Once Ideal        | Once Ideal           | Otros Reconocimientos          | Otros Reconocimientos | Otros Reconocimientos |
| Pos.       | Jugador           | Equipo               | Reconocimiento                 | Premiado              | Equipo                |
| ---------- | ----------------- | -------------------- | ------------------------------ | --------------------- | --------------------- |
| POR        | Nicolás Peric     | Cobresal             | Mejor Jugador                  | Esteban Paredes       | Colo-Colo             |
| LD         | Mathías Corujo    | Universidad de Chile | Mejor Jugador Primera B        | Jean Meneses          | San Luis              |
| DEF        | Julio Barroso     | Colo-Colo            | Mejor Jugador Segunda División | Isaías Peralta        | San Antonio Unido     |
| DEF        | Paulo Díaz        | Palestino            | Mejor Dirigente                | Sebastián Moreno      | Cobresal              |
| LI         | Juan Cornejo      | Audax Italiano       | Mejor Técnico                  | Mario Salas           | Universidad Católica  |
| MD         | Leonardo Valencia | Palestino            | Premio a la Trayectoria        | Francisco Arrué       | Huachipato            |
| MED        | Erick Pulgar      | Universidad Católica | Premio Sergio Livingstone      | Claudio Bravo         | Barcelona FC          |
| MI         | Johan Fuentes     | Cobresal             | Mejor Árbitro                  | Roberto Tobar         | Comisión de Arbitraje |
| DEL        | Jean Paul Pineda  | Unión La Calera      | Mejor Árbitro Asistente        | Francisco Mondría     | Comisión de Arbitraje |
| DEL        | Matías Donoso     | Cobresal             |                                |                       |                       |
| DEL        | Esteban Paredes   | Colo-Colo            |                                |                       |                       |

## Otros reconocimientos

### Campeón de Primera División
| Club                 | Año  |
| -------------------- | ---- |
| Universidad Católica | 2010 |

### Campeón de Primera B
| Club                 | Año  |
| -------------------- | ---- |
| Deportes Iquique     | 2010 |
| Deportes Antofagasta | 2011 |

### Fútbol Femenino

#### Participación en Sudamericano
| Persona           | Año  |
| ----------------- | ---- |
| Christiane Endler | 2010 |